# Bahram Czobin
Bahram Czobin (zm. 591) – Ērān Spāhbod, namiestnik południowego Azerbejdżanu.
W 588, pomimo 5-krotnie mniejszych sił, pokonał Turków i zabił ich kagana, co pozwoliło państwu Sasanidów oprzeć granicę o Amu-darię. W roku 590, wykorzystując poparcie możnowładców, obalił i zamordował króla Hormizda IV i uwięził jego syna, Chosrowa II Parwiza, po czym wstąpił na tron jako Bahram VI. Wkrótce jednak, dzięki interwencji Bizancjum, Chosrow odebrał mu tron i życie. Zgodnie z oficjalną propagandą Samanidów był protoplastą ich rodu.